# Обер-прокурор
Обер-прокурор Святейшего правительствующего синода — должность светского чиновника, назначавшегося российским императором (в 1917 году назначались Временным правительством) и бывшего его представителем в Святейшем синоде. Непосредственно в состав Святейшего Синода обер-прокурор не входил. Полномочия и роль различались в различные периоды. В течение Синодального периода церковной истории должность обер-прокурора Святейшего синода занимали тридцать четыре человека.
Существовала также должность обер-прокурора Сената — начальник департамента Правительствующего сената.

## История
11 мая 1722 года при Святейшем синоде была учреждена должность обер-прокурора, по выражению Петра I, «ока государева и стряпчего о делах государственных в Синоде». Обер-прокурор имел в своём распоряжении синодальную канцелярию и был обязан (по инструкции) находиться «в заседаниях присутствия» Святейшего синода. Его значение первоначально было невелико, ввиду его подчинения генерал-прокурору.
С июля 1726 года до 31 декабря 1741 года должность обер-прокурора пребывала незамещённой. С 1741 года, в течение всего XVIII века, его влиятельность и роль постепенно усиливались: он получил право непосредственного доклада о делах Синода «верховной власти», то есть императору. Тем не менее, обер-прокуроры в XVIII веке были фигурами с ограниченным влиянием, которое зависело от характера носителей этой должности и степени близости правивших иерархов ко Двору. При императоре Павле I произошёл даже единственный в своём роде случай, когда император через архиепископа Санкт-Петербургского Амвросия (Подобедова) уполномочил Синод самостоятельно избрать кандидата на должность обер-прокурора.
В XIX веке ситуация кардинально изменилась. В 1803 году, по учреждении министерств, обер-прокурор, не причисленный ни к какому министерству, был поставлен в непосредственные отношения к императору: личные доклады членов Синода монарху прекратились и все сношения между Синодом и верховною властью стали происходить через обер-прокурора.
В 1817 году было учреждено Министерство духовных дел, соединенное с Министерством народного просвещения, — так называемое «сугубое министерство» под началом князя А. Н. Голицына. Обер-прокурор оказался в подчинённом по отношению к министру отношении. Деятельность Министерства духовных дел по входившему в его состав «отделению дел греко-российского вероисповедания» вызвала ожесточённое противодействие со стороны иерархов Церкви; митрополит Серафим (Глаголевский) называл его «сие иго египетское». В итоге, в 1824 году «сугубое министерство» было упразднено, а «отделение дел греко-российского вероисповедания» было передано в ведение синодального обер-прокурора и в 1839 году вошло в состав канцелярии обер-прокурора, учреждённой в 1836 году при обер-прокуроре графе Н. А. Протасове. Обер-прокурор получил права министра по законодательным и административным делам Церкви; по вопросам его компетенции его стали приглашать на заседания Государственного совета и Комитета министров.
Статус обер-прокурорской должности постепенно сравнялся в правах с министрами и главноуправляющими отдельными ведомствами: в начале XX века обер-прокурор назначался и увольнялся именными указами Сената; по делам службы подлежал ответственности исключительно перед верховною властью; представлял императору всеподданнейшие отчеты по «ведомству православного исповедания»; присутствовал на заседаниях Синода, но не среди его членов, а за особым столом; следил за движением, направлением и законностью действий и решений присутствия; давал свои заключения по обсуждаемым вопросам; входил в Синод с предложениями; просматривал и подписывал к исполнению его протоколы и журналы.
Обер-прокурор являлся посредником между Синодом, с одной стороны, и императором, высшими центральными государственными установлениями, министрами и главноуправляющими — с другой: он объявлял Синоду высочайшие указы, повеления и резолюции на доклады Синода, подносил на высочайшее усмотрение доклады и определения Синода, сносился по делам ведомства православного исповедания с министрами, главноуправляющими, Комитетом министров, Государственным советом и Сенатом; был членом Комитета министров и Государственного совета.
Обер-прокурор руководил всеми учреждениями при Синоде; служащие в них чиновники назначались и увольнялись или при его участии, или его приказами, или с его ведома. Органами его надзора служили прокуроры синодальных контор, секретари духовных консисторий, члены-ревизоры духовно-учебного комитета, главный инспектор и епархиальные наблюдатели церковно-приходских училищ.
С 1864 года существовала должность товарища обер-прокурора с правами и обязанностями, присвоенными товарищам министров. Обер-прокурор имел канцелярию, организованную совершенно одинаково с канцеляриями министров. Обер-прокурор к тому времени имел фактически статус министра.

## Список обер-прокуроров Синода
| №                                                                    | Илл. | Имя                                                  | Период                                                 | Комментарий |
| -------------------------------------------------------------------- | ---- | ---------------------------------------------------- | ------------------------------------------------------ | --- |
| 1                                                                    |      | Иван Васильевич Болтин                               | 19 июня 1722 — 11 мая 1725                             | Должность создана, назначен кадровый офицер драгунских полков, непосредственно с должности командира Каргопольского драгунского полка. |
| 2                                                                    |      | Алексей Петрович Баскаков                            | 11 мая 1725 — 2 декабря 1730                           | |
| Гвардии капитан Раевский (назначен 14 июля 1726 «прокурором»)        |      |                                                      |                                                        | |
| Далее, до 1740 года, обер-прокуроры Святейшего Синода не назначались |      |                                                      |                                                        | |
| 3                                                                    |      | Никита Семёнович Кречетников (ум. 1745)              | 3 ноября 1740 — февраль 1741                           | Н. Ю. Трубецкой задумал восстановить и усилить институт прокуроров и с согласия регента Бирона, представил на должность обер-прокурора Кречетникова. Назначен указом 3 ноября 1740 с производством в генерал-майоры; но скорое низвержение Бирона повлекло за собой отмену проекта Трубецкого. Кречетников не вступал в должность и в феврале 1741 года просил об назначении его к какому-нибудь месту.                                                                                            |
| 4                                                                    |      | Яков Петрович Шаховской (1705—1777)                  | 31 декабря 1741 — 29 марта 1753                        | |
| 5                                                                    |      | Афанасий Иванович Львов (1703 — после 1762)          | 18 декабря 1753 — 17 апреля 1758                       | |
| 6                                                                    |      | Алексей Семёнович Козловский (1707—1776)             | 17 апреля 1758 — 9 июня 1763                           | Был отправлен в отставку, так как императрица Екатерина II в дальнейшем планировала проводить более жёсткую политику по отношению к Церкви. |
| 7                                                                    |      | Иван Иванович Мелиссино (1718—1795)                  | 10 июня 1763 — 24 октября 1768                         | В составленных им «Пунктах» — проекте наказа Синодальному депутату в законодательной комиссии 1767 г. — предлагал уничтожить посты, упразднить некоторые обряды, разрешить четвёртый брак и вообще провести своего рода «реформацию» в протестантском духе. Суждение Синода по этим пунктам неизвестны; в Синодальном архиве и в «деле» комиссии 1767 г. не находятся. Уволен, вероятно, в связи с этой историей.                                                                                  |
| 8                                                                    |      | Пётр Петрович Чебышёв (ок. 1735 — после 1775)        | 24 октября 1768 — 7 мая 1774                           | По вступлении в должность стал во враждебные отношения с большинством членов Синода; открыто заявлял о своём атеизме и, пользуясь покровительством императрицы, деспотически распоряжался в Синоде. Свободное пользование синодальными деньгами дало им возможность снять обер-прокурора. Вяземский обревизовал казну, обнаружив недочёт 10 440 руб., забранных обер-прокурором «по его собственным распискам и письменным приказам»; хотя деньги эти и были уплачены Чебышёвым, но он был уволен. |
| 9                                                                    |      | Сергей Васильевич Акчурин (1722—1790)                | 12 мая 1774 — 28 июля 1786                             | Без объяснения причин был уволен Екатериной II от должности. |
| 10                                                                   |      | Аполлос Иванович Наумов (1719—1792)                  | 28 июля 1786 — 26 июля 1791                            | Будучи уже преклонных лет, Наумов подал прошение об увольнении, «за старостью и болезнями». |
| 11                                                                   |      | Алексей Иванович Мусин-Пушкин (1744—1817)            | 1791— 1797                                             | |
| 12                                                                   |      | Василий Алексеевич Хованский (1755—1830)             | 1797— 1799                                             | |
| 13                                                                   |      | Дмитрий Иванович Хвостов (1757—1835)                 | 1799— 1802                                             | |
| 14                                                                   |      | Александр Алексеевич Яковлев (1762—1825)             | 31 декабря 1802 — 7 октября 1803                       | Пытался установить законность в Синоде, чем вызвал неудовольствие его членов и очень скоро попросил об увольнении от должности. |
| 15                                                                   |      | Александр Николаевич Голицын (1773—1844)             | 21 октября 1803 — 24 октября 1817 (или 19 ноября 1817) | В 1803—1817 гг. исполнял должность обер-прокурора, а в 1817—1824 гг. — министр духовных дел и народного просвещения. |
| 16                                                                   |      | Пётр Сергеевич Мещерский (1778—1857)                 | 24 ноября 1817 — 2 апреля 1833                         | |
| 17                                                                   |      | Степан Дмитриевич Нечаев (1792—1860)                 | 1833 — 25 июня 1836                                    | В феврале 1836 года он взял отпуск и уехал в Крым к умирающей жене. Его отсутствие позволило не любившим Нечаева синодальным членам при содействии чиновника А. Н. Муравьева составить доклад с просьбой императору «дать Нечаеву, как человеку обширных государственных способностей, другое, более весомое назначение, а обер-прокурором назначить графа Протасова». Просьба Синода была удовлетворена.                                                                                          |
| 18                                                                   |      | Николай Александрович Протасов (1798—1855)           | 24 февраля 1836 — 16 января 1855                       | 24 февраля 1836 года назначен исполняющим обязанности обер-прокурора; 25 июня назначен на должность обер-прокурора. 1 марта 1839 года им была осуществлена реформа структуры Святейшего Синода, который превратился в подобие министерства и исполнительный орган. |
| 19                                                                   |      | Александр Иванович Карасевский (1796—1856)           | 22 января 1855 — 20 сентября 1856                      | Оставил должность по болезни, умер 25 декабря того же года. |
| 20                                                                   |      | Александр Петрович Толстой (1801—1873)               | 20 сентября 1856 — 28 февраля 1862                     | |
| 21                                                                   |      | Алексей Петрович Ахматов (1817—1870)                 | 28 февраля 1862 — 3 июня 1865                          | |
| 22                                                                   |      | Дмитрий Андреевич Толстой (1823—1889)                | 3 июня 1865 — 23 апреля 1880                           | |
| 23                                                                   |      | Константин Петрович Победоносцев (1827—1907)         | 24 апреля 1880 — 19 октября 1905                       | В апреле 1880 года назначен обер-прокурором; 28 октября того же года — членом Комитета министров, что явилось беспрецедентным формальным повышением статуса обер-прокурорской должности. |
| 24                                                                   |      | Алексей Дмитриевич Оболенский (1855—1933)            | 20 октября 1905 — 24 апреля 1906                       | После революции 1905 года в правительстве графа С. Ю. Витте занимал пост обер-прокурора Святейшего синода. При нём разрабатывался вопрос о созыве церковного собора и учреждено было предсоборное присутствие. |
| 25                                                                   |      | Алексей Александрович Ширинский-Шихматов (1862—1930) | 26 апреля — 9 июля 1906                                | Занимал пост несколько месяцев. |
| 26                                                                   |      | Пётр Петрович Извольский (1863—1928)                 | 27 июля 1906 — 5 февраля 1909                          | Кандидатуру предложил его брат Александр Извольский, министр иностранных дел. Будучи обер-прокурором, Извольский проявил себя сторонником самостоятельности церкви. Его отставку связывали с защитой автономии духовных школ, которая встретила неприятие со стороны консервативной части епископата. |
| 27                                                                   |      | Сергей Михайлович Лукьянов (1855—1935)               | 5 февраля 1909 — 2 мая 1911                            | Учёный-эпидемиолог, писатель и государственный деятель. |
| 28                                                                   |      | Владимир Карлович Саблер (1845—1929)                 | 2 мая 1911 — 4 июля 1915                               | |
| 29                                                                   |      | Александр Дмитриевич Самарин (1868—1932)             | 5 июля 1915 — 26 сентября 1915                         | |
| 30                                                                   |      | Александр Николаевич Волжин (1860—1933)              | 1 октября 1915 — 7 августа 1916                        | 30 сентября 1915 года был назначен исполняющим должность обер-прокурора Святейшего Синода, 1 января 1916 года утверждён в должности. |
| 31                                                                   |      | Николай Павлович Раев (1856—1919)                    | 30 августа 1916 — 3 марта 1917                         | Последний обер-прокурор империи. Имел репутацию сторонника Распутина. |
| 32                                                                   |      | Владимир Николаевич Львов (1872—1930)                | 3 марта 1917 — 24 июля 1917                            | Занимал пост обер-прокурора Святейшего Синода в первом и втором (первом коалиционном) составах Временного правительства. Удалил из Синода его прежних членов, которых пресса обвиняла в связях с Распутиным.14 (27) апреля 1917 инициировал издание указа Временного правительства об изменении состава Святейшего Синода, который оставил из прежних его членов только архиепископа Сергия (Страгородского).                                                                                      |
| 33                                                                   |      | Антон Владимирович Карташёв (1875—1960)              | 25 июля 1917 — 5 августа 1917                          | Первый министр вероисповеданий Временного правительства (1917). От имени Временного правительства открыл 15 августа 1917 года Поместный собор Православной российской церкви и принял в его работе деятельное участие. |